# Tildia trimeni
Tildia trimeni is een vlinder uit de familie van de Nymphalidae. De wetenschappelijke naam van de soort is voor het eerst voorgesteld als Acraea barberi ab. of var. trimeni door Per Olof Christopher Aurivillius in een publicatie uit 1899.
De soort komt voor in de droge savannes van Midden- en Zuid-Namibië, Zuidwest-Botswana en Zuid-Afrika (Oost-Kaap, Noord-Kaap, Vrijstaat). De vliegtijd is van oktober tot maart.